# Foyesade Oluokun
Foyesade Oluokun (auch Foye Oluokun; * 2. August 1995 in St. Louis, Missouri) ist ein US-amerikanischer American-Football-Spieler auf der Position des Middle Linebackers. Derzeit spielt er für die Jacksonville Jaguars in der National Football League (NFL). Von 2018 bis 2021 spielte Oluokun für die Atlanta Falcons.

## Frühe Jahre
Oluokun ging in Clayton, Missouri, auf die Highschool. Später ging er auf die Yale University.

## NFL
Foyesade Oluokun wurde im NFL-Draft 2018 in der sechsten Runde an 200. Stelle von den Atlanta Falcons ausgewählt. Vor der Saison wurde er als Backup Linebacker hinter Deion Jones gelistet. Sein NFL-Debüt gab Oluokun am ersten Spieltag der Saison 2018 im Spiel gegen die Philadelphia Eagles. Er beendete seine erste Saison mit 91 Tackles, einem verteidigten Pass und einem erzwungenen Fumble in 16 Spielen (sieben davon als Starter).
In der Saison 2020 am zweiten Spieltag erzwang er im Spiel gegen die Dallas Cowboys zwei Fumbles bei der 39:40-Niederlage. Am 6. Spieltag fing er seine erste Interception in der NFL im Spiel gegen die Minnesota Vikings.
Vor der Saison 2021 machte der neue Head Coach der Falcons, Arthur Smith, Oluokun zum neuen startenden Middle Linebacker. Am 16. Spieltag im Spiel gegen die Detroit Lions fing er kurz vor Ende des Spiels eine Interception von Quarterback Nick Boyle, die den 20:16-Sieg gegen die Lions sicherte. Für seine Leistung in dem Spiel wurde er zum NFC Defensive Player of the week gewählt. Er beendete die Saison mit den meisten Tackles der Liga und den siebtmeisten Tackles, die je ein Spieler in einer NFL-Saison erzielte (178), darüber hinaus erzielte er drei Interceptions, zwei Sacks und verteidigte sechs Pässe.
Im März 2022 unterschrieb Oluokun einen Dreijahresvertrag im Wert von 45 Millionen US-Dollar bei den Jacksonville Jaguars.

## Persönliches
Oluokun ist Sohn von nigerianischen Einwanderern.